# Belle (standbeeld)

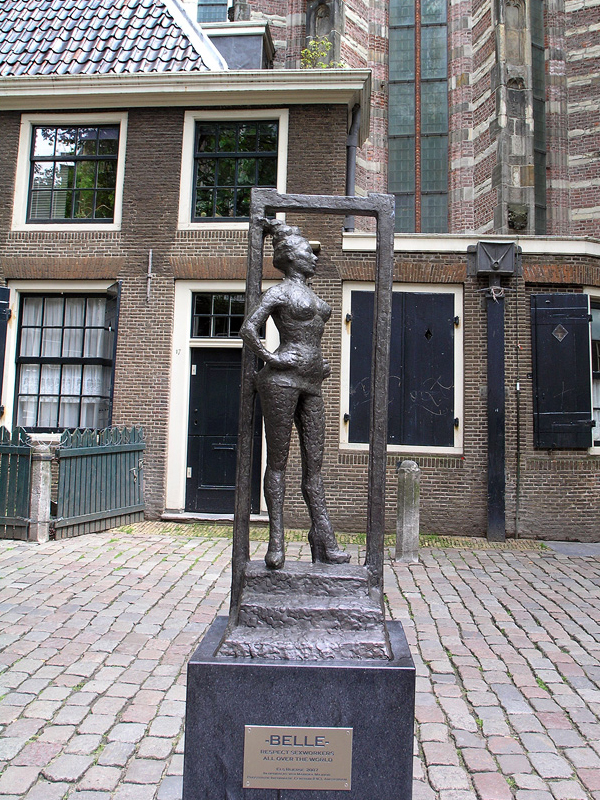
Standbeeld Belle op het Oudekerksplein

Belle is een sculptuur uit 2007 op het Oudekerksplein in Amsterdam, gemaakt door de Nederlandse beeldhouwer Els Rijerse in opdracht van het Prostitutie Informatie Centrum (PIC). Het bronzen beeld op een granieten sokkel is een eerbetoon aan sekswerkers wereldwijd. Initiatiefneemster was ex-prostituee Mariska Majoor. Belle is Frans voor 'mooie'.
De sculptuur toont een vrouw in een deurpost bovenaan een trapje. Ze draagt opgestoken haar en hoge hakken. De vrouw staat met haar handen in de zij met haar hoofd omhoog stoer en tegelijk uitdagend te kijken.
Op de plaquette staat: Respect sex workers all over the world. Het beeld is op het voetstuk ondertekend. 
Het zou het eerste standbeeld ter wereld zijn voor sekswerkers dat op een publieke locatie staat. De onthulling vond plaats op 31 maart 2007 tijdens de tweede Open Dag op de Wallen. Astrid Nijgh zong daarbij haar lied 'Ik doe wat ik doe'.

## Herdenkingen

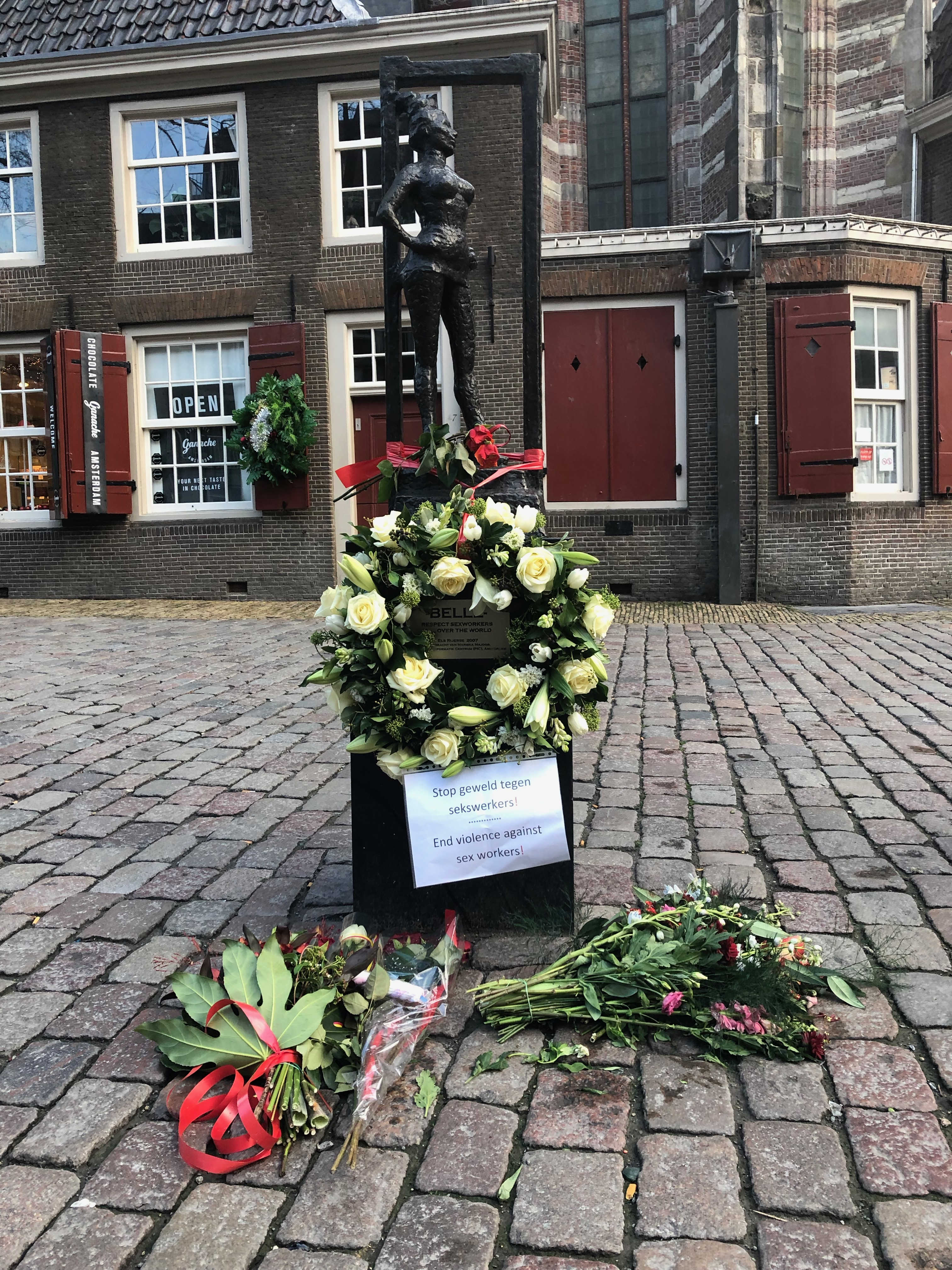
Bloemen bij het beeld, 19 december 2018

Na een moord in Amsterdam op een Hongaarse prostituee in februari 2009 werd een herdenking bij het beeld gehouden. Jaarlijks op 17 december, de Internationale Dag tegen Geweld tegen Sekswerkers, organiseert het Prostitutie Informatie Centrum een herdenking bij het beeld.  

## Kritiek
In 2019 zorgde de Britse kunstenaar en activist Jimini Hignett voor enige ophef rondom het beeld. Als onderdeel van een tentoonstelling in het Amsterdam Museum wilde zij een houten versie van het beeld toevoegen gecombineerd met een video van mensen die in het houten beeld hun naam kerven. Naar de mening van Hignett toont Belle een geromantiseerd beeld van sekswerkers die gelukkig en onafhankelijk zouden zijn, terwijl ze in haar ogen worden geconfronteerd met veel geweld. Het PIC was echter van mening dat het gebruik van het houten beeld en de uitnodiging om hierin te 'krassen' juist zou kunnen leiden tot meer geweld tegen sekswerkers. Naar aanleiding van de kritiek besloot Hignett haar houten beeld en de video-installatie terug te trekken uit de tentoonstelling.

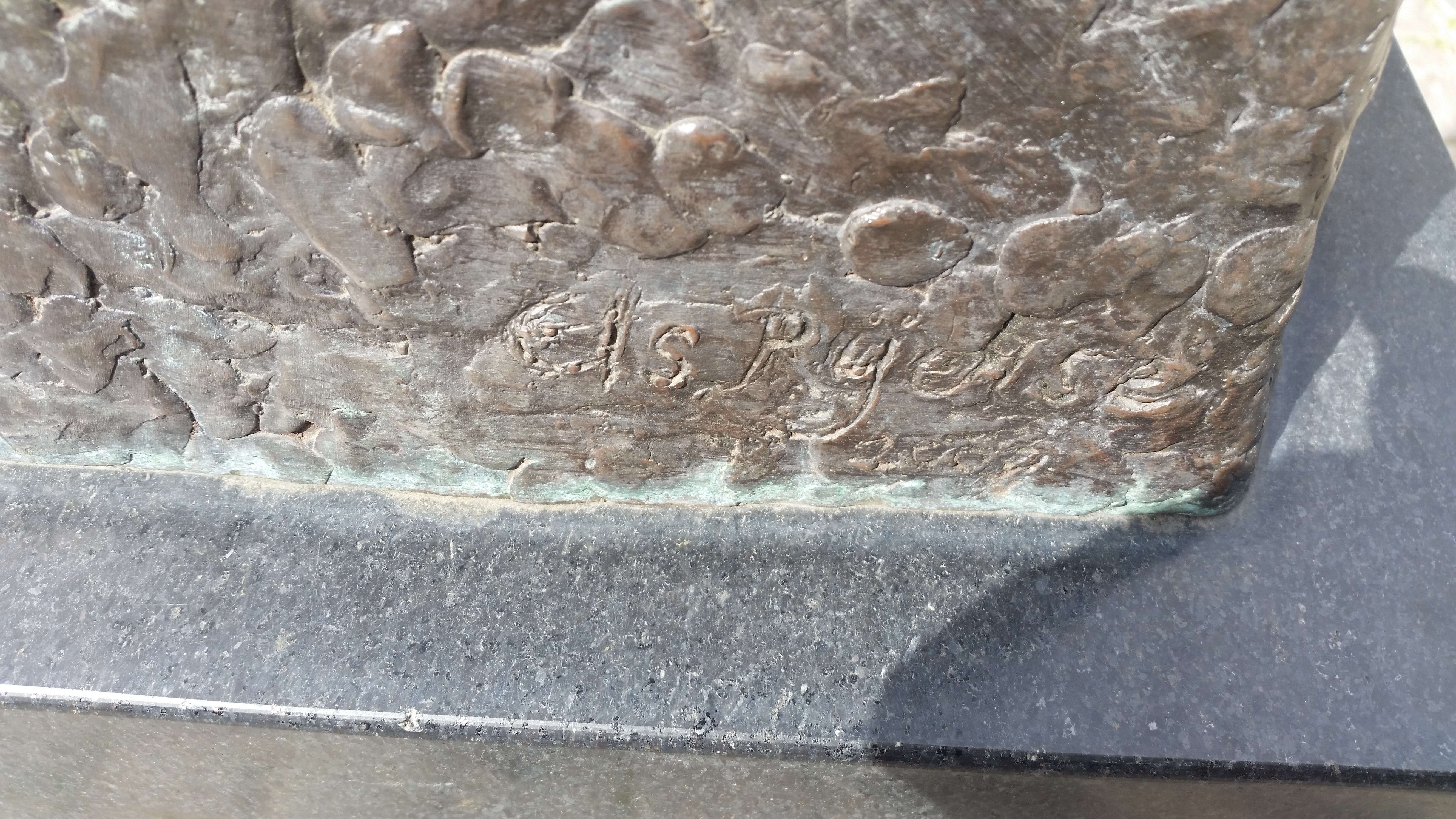
Signatuur Els Rijerse